# Hilgenbach
Der Hilgenbach ist ein ca. 5,5 km langer rechter Nebenfluss der Aa (Nethe) im Kreis Höxter, Nordrhein-Westfalen, Deutschland. Er gehört damit zum Flusssystem Weser. Die westliche Wasserscheide ist zugleich die Wasserscheide zum Flusssystem des Rheins. Naturräumlich gehört sein Tal zum Oberwälder Land und liegt im Naturpark Teutoburger Wald / Eggegebirge.
Der Hilgenbach entwässert im Wesentlichen den mittleren und südlichen Teil des Talkessels von Bad Driburg, während der nördliche Teil durch den Schwallenbach entwässert wird. Durch das Tal des Hilgenbaches verläuft die Bundesstraße 64, die ihn dreimal kreuzt, sowie die Bahnstrecke Altenbeken–Kreiensen, die im Unterlauf nördlich parallel verläuft.

## Geographie

### Verlauf
Der Hilgenbach entspringt am Osthang des Eggegebirges zu Füssen des Füllenberges im Naturschutzgebiet Iburg-Aschenhütte. Die Quellbäche zeigen teilweise eine deutliche Versinterung und tragen damit entscheidend zum Charakter dieses Naturschutzgebietes bei.
Der Bach durchquert den südlichen Teil des Talkessels von Bad Driburg, wobei die B 64 einmal in nördliche und einmal in südliche Richtung unterflossen wird. In seinem Verlauf nördlich B 64 durchfließt der Hilgenbach das Siedlungsgebiet von Bad Driburg am südlichen Rand. Südlich der B 64 kommt rechtsseitig gleich die ehemalige Uhlenmühle, heute ein Privatgrundstück. In seinem Verlauf südlich der B 64 folgt der Hilgenbach dann dem Fuße der Sülburg.
Den Talkessel von Bad Driburg verlässt der Hilgenbach in südöstliche Richtung zwischen Steinberg im Norden und dem Düsenberg im Süden. Im Norden folgt der Sollberg, im Süden der Kohlberg. An dieser Stelle liegt rechtsseitig die einstige Josefsmühle, heute eine Ausflugsgaststätte. Nach Süden hin öffnet sich schließlich das Dohnhauser Feld. Von Norden kommt das Tal der Aa, in welche der Hilgenbach von rechts mündet.

### Quellarme

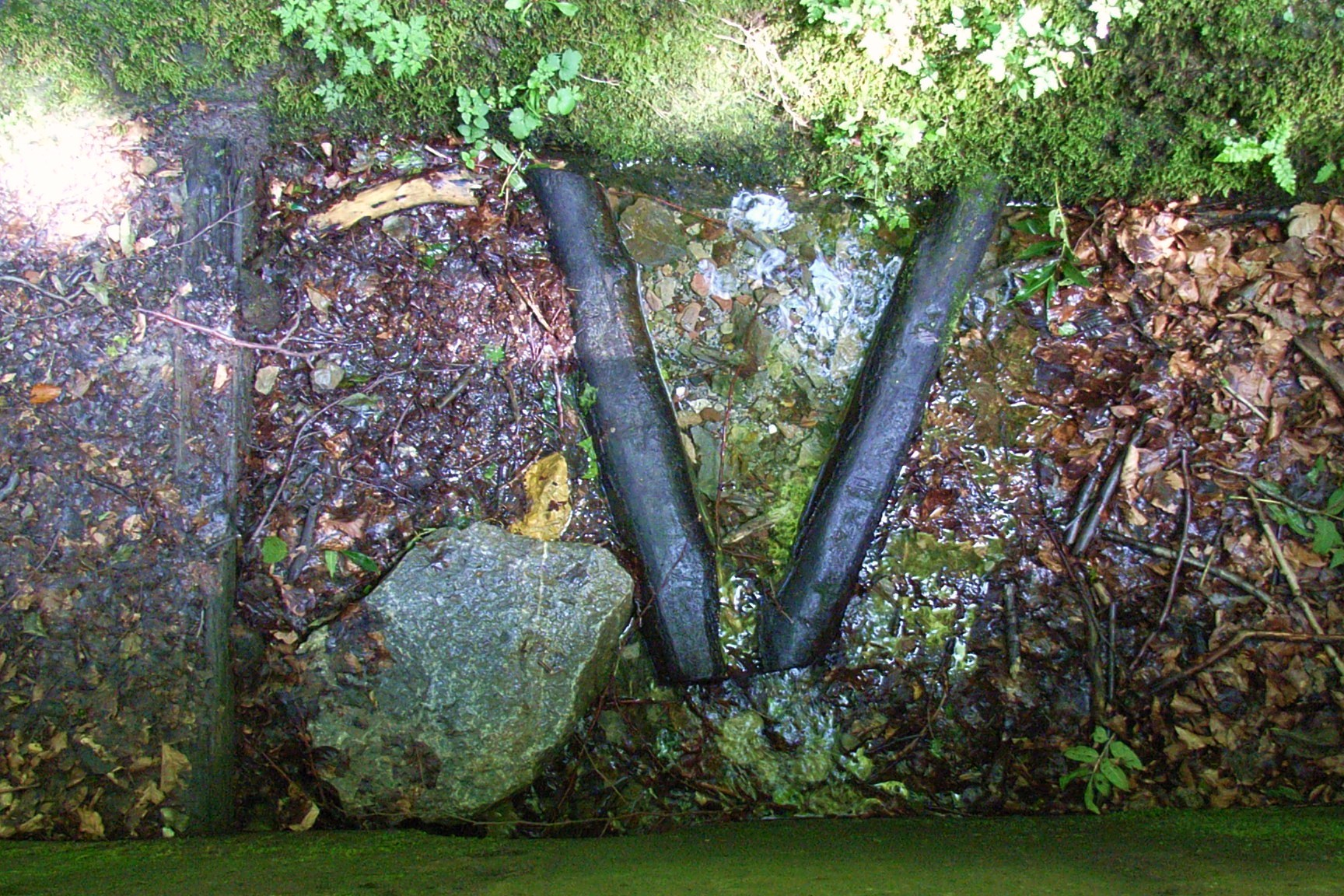
Kaplansborn

Der Hilgenbach entspringt in 3 steilen Trockentälern zu Füssen des Füllenberges in mehreren Quellen. Nur die unteren Bereiche dieser Täler führen ständig Wasser unterhalb von etwa 325 m ü. NN. Das südliche Tal ist das breiteste und entspricht am ehesten dem Verlauf des Baches in gerader Linie. Der Arm aus dem relativ kleinen mittleren Tal wird auf der Landkarte, die vor dem Fremdenverkehrsbüro von Bad Driburg steht, als Hilgenbach bezeichnet. In online verfügbaren Gewässerinformationssystemen wird der Arm aus dem nördlichen Tal als Hilgenbach ausgewiesen. Dem folgt die Geokoordinate der Quelle der Infobox.

### Nebenflüsse
Direkt oberhalb der Uhlenmühle mündet der stärkste rechte Zufluss (Gewässerkennzahl: 452622), der hier ähnlich viel Wasser führt wie der Hilgenbach selbst. Das Einzugsgebiet sind zahlreiche kleine Ströme in den Wäldern südlich des Driburger Talkessels von der Aschenhütte bis zum Schnatbach hinter der Sülburg. Der historische Name Schnatbach oder Schneyebeke geht darauf zurück, dass hier die Grenze zwischen den ehemaligen Kreisen Höxter und Warburg verlief. Direkt an der alten Straße von Bad Driburg nach Siebenstern, entspringt dabei der Kaplansborn, ein auch im Sommer fließender Born von gutem Geschmack, der früher für Reisende wichtig war. Um ihn rankt sich die Legende einer weißen Gestalt, die dort um Mitternacht spukt.
Direkt oberhalb der Brücke zum Hillenwasser mündet von links ein kleiner Strom (Gewässerkennzahl: 452624). Dieser verläuft bis hierhin mit einigen hundert Metern Abstand nördlich parallel zum Hilgenbach, meist in einem unterirdischen Rohr, durch die Bad Driburger Südstadt. Er entspringt am oberen Ende der Straße Am Ringelsberg.
Der Katzohlbach (Gewässerkennzahl: 452626) ist der einzig offiziell benannte Nebenfluss des Hilgenbaches und zwar ein linker. Er entwässert den mittleren Teil des Talkessels von Bad Driburg und verläuft dabei zentral durch den Talkessel von Nordost nach Südwest. Größtenteils verläuft er damit durch Siedlungsgebiet und passiert die Altstadt. Im Ober- und Unterlauf fließt er durch Wiesen. Er mündet in den Hilgenbach kurz bevor dieser den Talkessel verlässt.

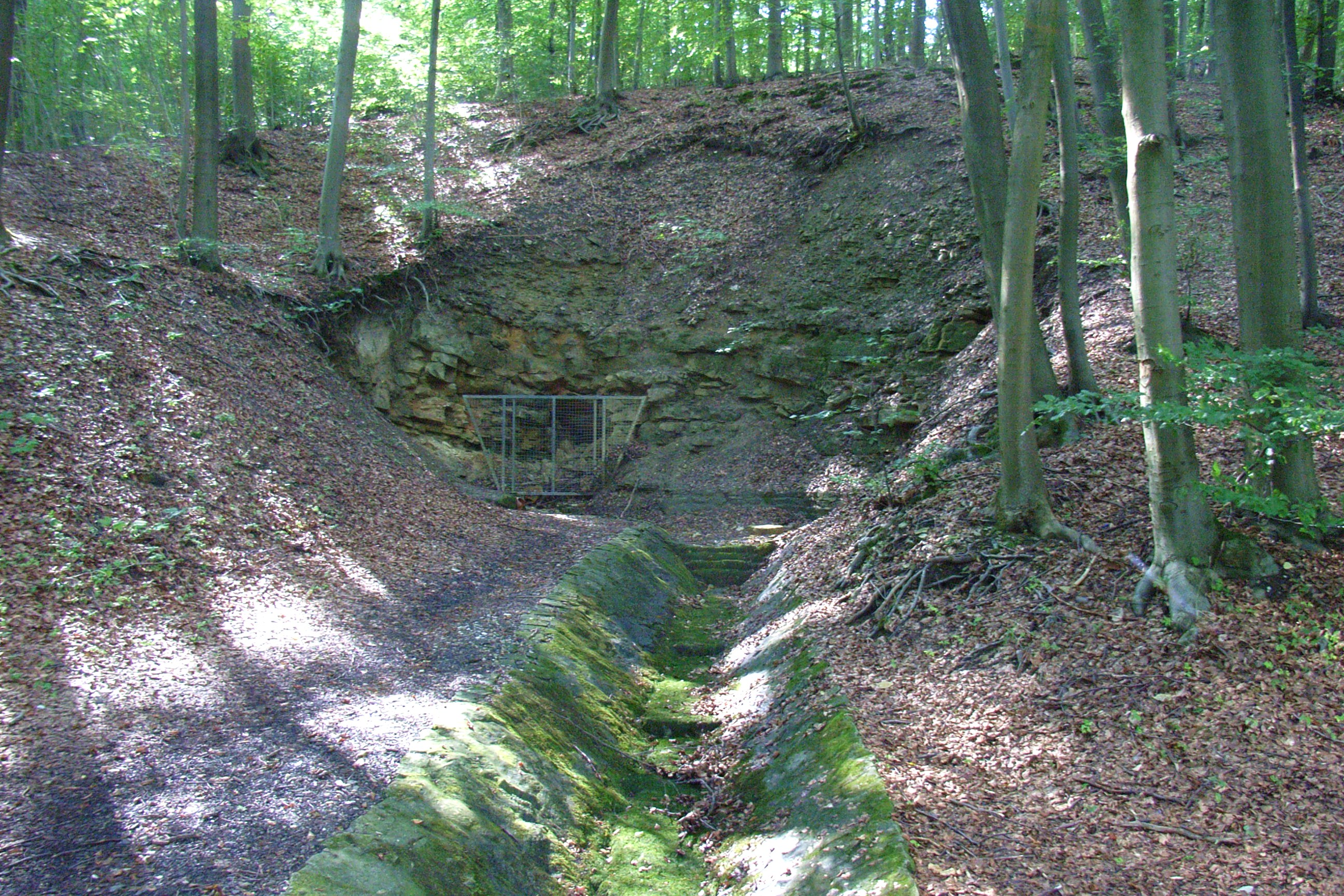
Die Bollerwien-Quelle mit den jüngsten Gesteinsabbrüchen im Quellmund zeigt aktiv, wie sich die steilen Täler des Nethegaus direkt auf dem Röt rückwärts in die Muschelkalkschichten gespült haben, auch wenn die Quelle am Aufnahmetag fast trocken liegt. (17. August 2011)

In den Katzohlbach mündet von rechts der Bollerwienbach oder Bollerwinbach, der in den offiziellen Registern den Namen Bollewindbach (Gewässerkennzahl: 4526262) trägt. Dieser entspringt am Fuß der Egge zwischen Iburg und Stellberg. Er verläuft durch Wiesen, den Westfriedhof und erreicht den Katzohlbach am Südwestrand der historischen Altstadt.
Am Fuße der Iburg entspringen mehrere kleine Ströme, speisen, im Verlauf teils verrohrt, den Stadtteich, dessen Abfluss (Gewässerkennzahl: 4526264) von rechts den Katzohlbach erreicht. Diese Talstruktur trennt die Altstadt von der Südstadt. Beim Stadtteich handelt es sich um eine ehemalige Tongrube, die von 1928 bis 1930 durch die Ziegelei Heinrich Breker genutzt wurde. Der Stadtteich liegt in einem kleinen Erlenbruch.

### Wasserscheiden
Die Wasserscheide zum Schwallenbach, dem nördlicheren Nebenfluss des Hilgenbaches zur Aa, verläuft von Osten kommend zunächst über Sollberg und Steinberg, dann quer durch die Bad Driburger Innenstadt zum Schweinsberg und von dort hoch zum Kamm der Egge. Hier wird sie von der Wasserscheide zur Beke abgelöst, die über die Lippe in den Rhein fließt. Am Stellberg geht diese Wasserscheide über in die zum Ellerbach, der über Altenau und Alme in die Lippe mündet, zum großen Teil aber bereits unterhalb von Dahl im Karst versiegt. Bis zum Füllenberg reicht dabei die Wasserscheide zum Rotenbach, eines bei Buke entspringenden rechten Nebenflusses des Ellerbaches. Am Klusenberg geht die Wasserscheide zum Ellerbach über in die zum Katzbach, dem südlicheren Nebenfluss des Hilgenbaches zur Aa. Sie verläuft, von der Egge absteigend, über Niederhahn und Kohlberg.

## Geologie

### Gesteine

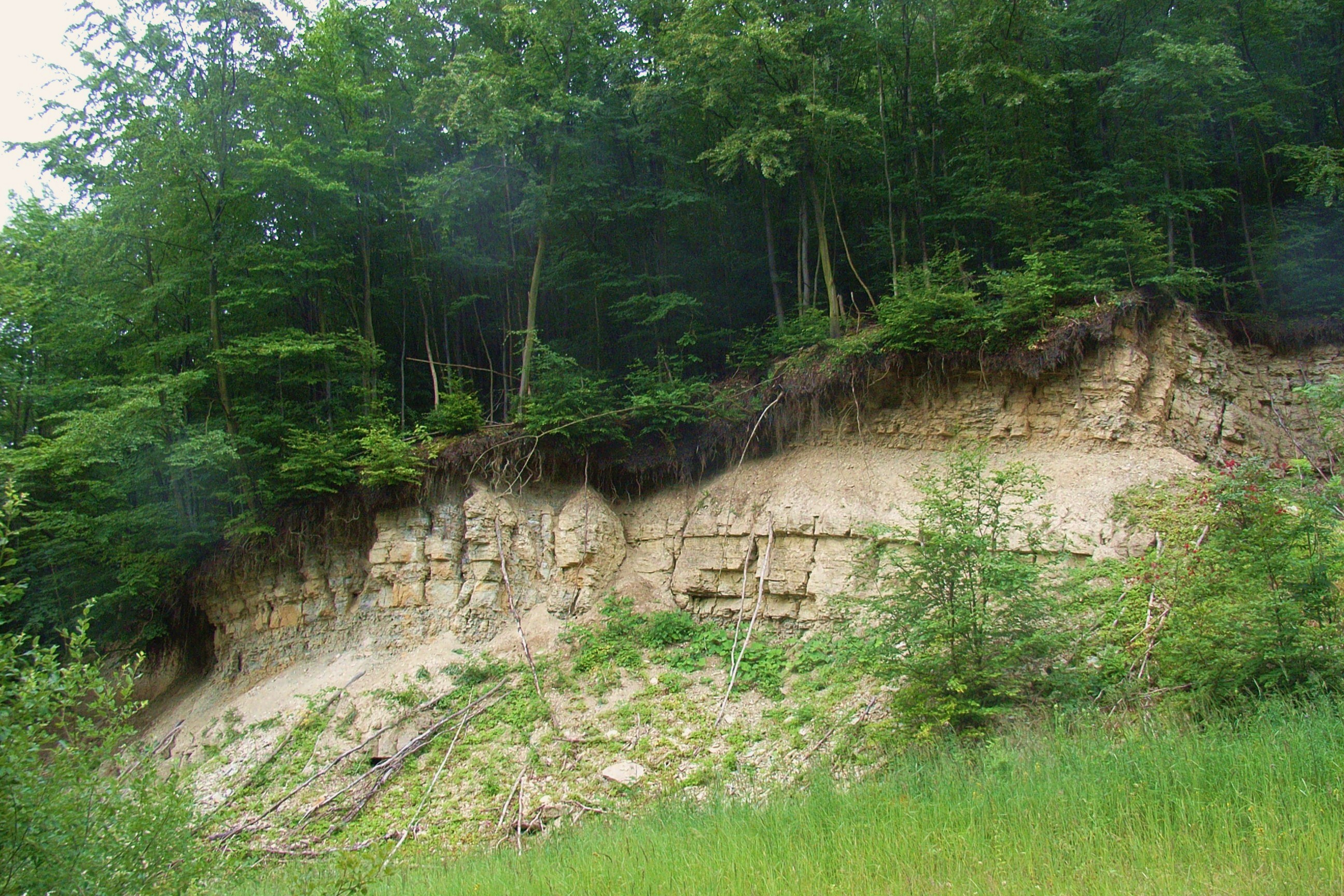
Aufschluss im südlichen Quelltal des Hilgenbaches

Im Einzugsgebiet des Hilgenbaches herrschen die Gesteine des Erdmittelalters (Mesozoikums) vor, insbesondere aus der Periode der Trias, nämlich Buntsandstein, Muschelkalk und Keuper. In dieser Reihenfolgen liegen die Schichten auch erdgeschichtlich aufeinander.
Die Gebirge, aus denen die Nebenflüsse entspringen, sind dabei größtenteils Muschelkalkgebirge, im südlichen Einzugsgebiet bei Siebenstern auch Buntsandsteingebirge. Der Boden des Driburger Talkessels wird von den Tonen, Tonsteinen und Mergeln des Oberen Buntsandsteins (Röt) bedeckt.
Der Bereich der Mündung in die Aa gehört bereits zur Alhausener-Eichmilder-Keuper-Mulde. Der Keuper wird im Mündungsbereich weitgehend durch Lockergesteine des Eiszeitalters, nämlich Kies, Sand und der durch den Wind abgelagerten Löß bedeckt. Die unmittelbaren ebenen Talböden werden von Lehmen und Kiesen des Holozäns gebildet.

### Böden
Auf den meist mit Buchenwald bedeckten Berghängen der Muschelkalkberge gehen vom Steileren zum Flacheren betrachtet flachgründige, aber nährstoffreiche Rendzinen aus steinig-tonigem Lehm in mittelgründige Braunerden mit einer lößlehmreicheren Deckschicht über. Wo es zu Staunässe kommt, bilden sich Pseudogleye aus.
Der Talkessel mit seinen weichen Tongesteinen des Röt wird von sehr tonreichen Braunerden ausgekleidet. In den Bachtälern bilden sich grundwassererfüllte Gleye. Lehmig-schluffige Parabraunerden finden sich in Bereichen, wo sich Reste der eiszeitlichen Löß-Überdeckung erhalten haben.

### Wasser
Da die sehr wasserdurchlässigen Muschelkalkgebirge auf den weniger wasserundurchlässigen Schichten des Oberen Buntsandsteins aufliegen, die auch den Boden des Driburger Talkessels ausmachen, entspringen zahlreiche Quellen am Rande.

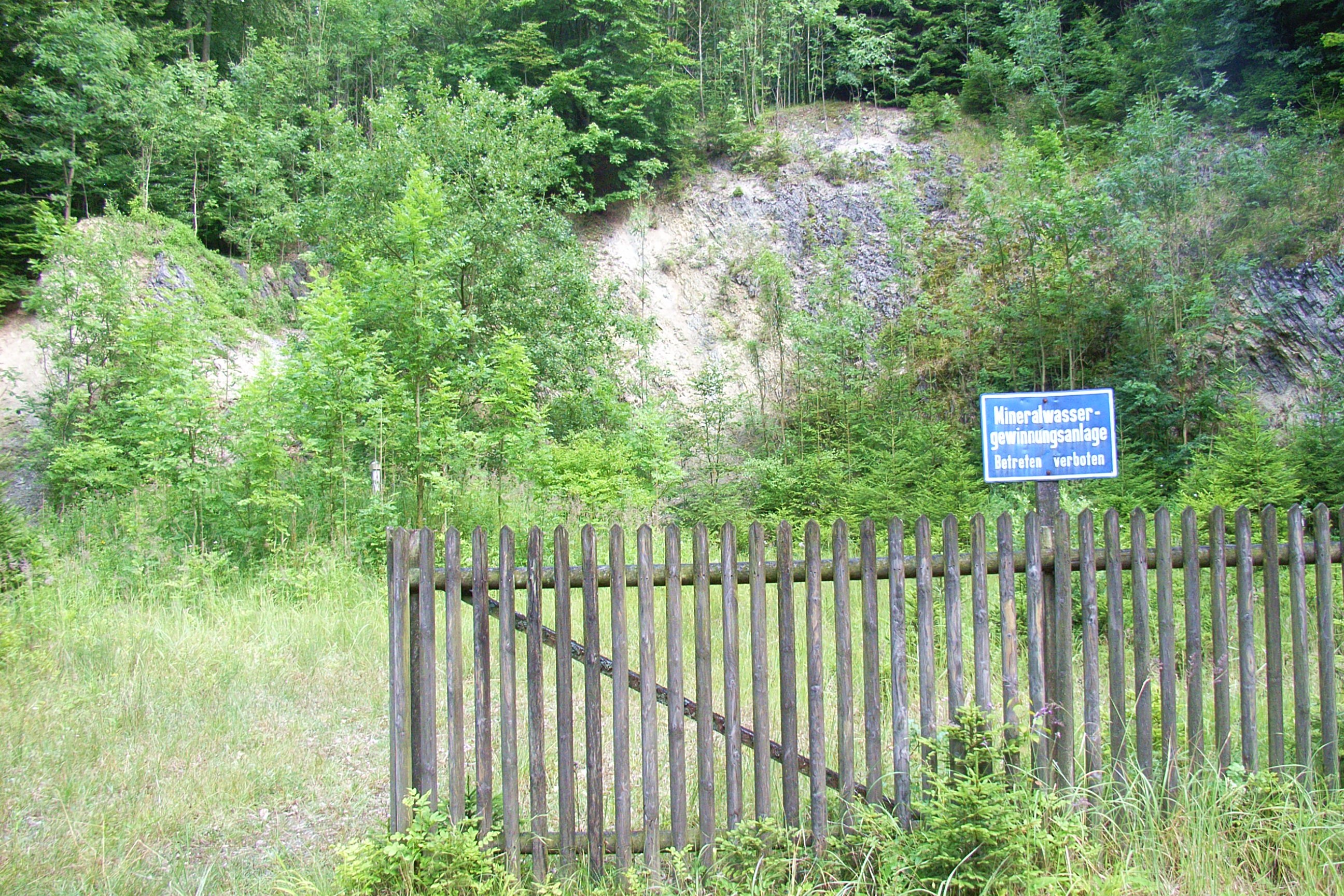
Die Mineralquelle I liegt in einem aufgelassenen Steinbruch nahe der Josefsmühle. Die schräggestellten Gesteinsschichten machen die starken geologischen Faltungen des Kohlbergs sichtbar.

Besonders am Ausgang des Driburger Talkessels im Bereich der Kuppen Steinberg, Sollberg, Düsenberg und Kohlberg gibt es so genannte Verwerfungen oder Brüche, also Bereiche, wo sich das Gestein infolge von Faltungen stark gegeneinander verschoben hat. Hier, genauer im Seitental des Hilgenbaches zwischen Düsenberg und Kohlberg liegt der Hauptbrunnen des Mineralwasserabfüllers Bad Driburger Naturparkquellen, die Mineralquelle I bei der Josefsmühle. Aus den Schichten des Unteren Muschelkalk wird ein hygienisch einwandfreies, nitrat- und kochsalzarmes Calcium-Magnesium-Sulfat-Hydrogencarbonat-Wasser gefördert. (Die Waldtäler zwischen Düsenberg, Kohlberg, Sülburg und Siebenstern sind gänzlich unbesiedelt.). In Schichten des Mittleren Buntsandsteins, also deutlich tiefer, liegen eigentlich die kohlensäurehaltigen Mineralwässer, die aber auf von Verwerfungen vorgezeichneten Wegen nach oben steigen.

## Biologie

### Ufergehölze
In der Gesamtheit wird das Ufergehölz des Hilgenbaches vor allem durch Erlen und Weiden charakterisiert. Solange Quellbäche im Rotbuchenwald verlaufen, finden sich aber zunächst einmal Eschen entlang des Ufers. Diese begleiten auch den künstlichen Graben, in dem der nördliche Quellarm verläuft. In den übrigen Bereichen des Oberlaufes sind Erlen zahlenmäßig am stärksten vertreten, gefolgt von Weiden. Die Eschen werden ab hier rar, Ahorn tritt etwas häufiger auf.
Unterhalb der Uhlenmühle, wo das Tal flacher wird, kehrt sich das Verhältnis von Erlen und Weiden um. Zunehmend wird die Silhouette des Baches auf markante Weise durch hohe Silber-Weiden geprägt. Besonders im Bereich der Uhlenmühle finden sich auch einige Pappeln und Eichen als Begleiter des Baches.
Als Büsche finden sich vor allem niedrigere Weidenarten, daneben Weißdorne, Schlehdorn, Hasel, Schneeball, Wildrosen und Holunder.

## Tourismus
Aus dem Siedlungsgebiet kommend unterquert die Straße Alter Graben die B 64 ins nördliche Quelltal des Hilgenbaches. Die Straße Südenfeldmark verläuft in das südliche Quelltal über eine Brücke. Beide führen den Wanderer auf den Wanderweg Sachsenring, der hier am Fuße des Eggegebirges verläuft, so dass einerseits eine Rundwandermöglichkeit für Spaziergänge besteht, andererseits der Anschluss an das Wanderwegenetz der Egge vorhanden ist.
Der Mittellauf des Hilgenbachtales zwischen Uhlenmühle und Josefsmühle ist durch einen überwiegend asphaltierten Rad- und Wanderweg erschlossen. Im Wald verlaufen unasphaltierte, aber befestigte Wege entlang des Tales. Es ist durch zwei Tunnel unter der B 64 aus der Stadt zu Fuß auf kurzer Strecke erreichbar. Einen Wanderparkplatz liegt an der B 64 bei der Josefsmühle. Südlich des Tales schließen sich die mit Rotbuchenwald bewachsenen Berge Sülburg, Düsenberg und Kohlberg an. Es stehen mehrere Rundwandermöglichkeiten mit unterschiedlicher Länge und unterschiedlichen Höhenprofilen auf befestigten, unasphaltierten Waldwegen zur Wahl. Ausflugslokale in diesem Gebiet sind die Josefsmühle und ein Gasthaus in Siebenstern.
Unterhalb der Josefsmühle ist das Tal touristisch bisher kaum erschlossen. Ein Auenwanderweg Richtung Herste existiert nicht. Der Radweg nach Herste ist flach zu fahren, verläuft aber nahe zur B 64. Nördlich der Josefsmühle gibt es nur eine Querungsmöglichkeit der Bahnlinie. Dieser asphaltierten Feldweg als möglicher Wanderweg zum Steinberg, zum Kurpark und der angrenzenden Kliniken wird aber wenig genutzt, auch wegen seines großen Umweges zur Querung der Bahnlinie.

## Hochwasserproblematik

### Hochwassergefahr für das Tal der Aa
Der Hilgenbach stellt für das Tal der Aa aus fünf Gründen eine besondere Hochwassergefahr dar. Erstens füllt das Siedlungsgebiet der Stadt einen weiten Teil das Talkessels von Bad Driburg aus, so dass das Wasser hier besonders schnell abströmt. Zweitens sind die Hänge des Talkessels sehr steil und haben damit eine große Reliefenergie. Die lehmigen Tonböden des Talgrundes haben eine hohe Abflussbereitschaft. Viertens wurde in die natürliche Gewässergestalt eingegriffen. Die durchschnittliche Strukturgüteklasse des Hilgenbaches gilt mit 4 von maximal 7 als deutlich verändert. Der Katzohlbach als wichtigster Nebenfluss ist im Bereich der Stadt fast durchgängig kanalisiert. Fünftens hat der Hilgenbach beim Zusammenfluss mit der Aa ein vergleichbar großes Einzugsgebiet (17,2 km² vs. 26,5 km²) und damit entsprechend große Bedeutung an der Wassermenge.

### Hochwasserschutz

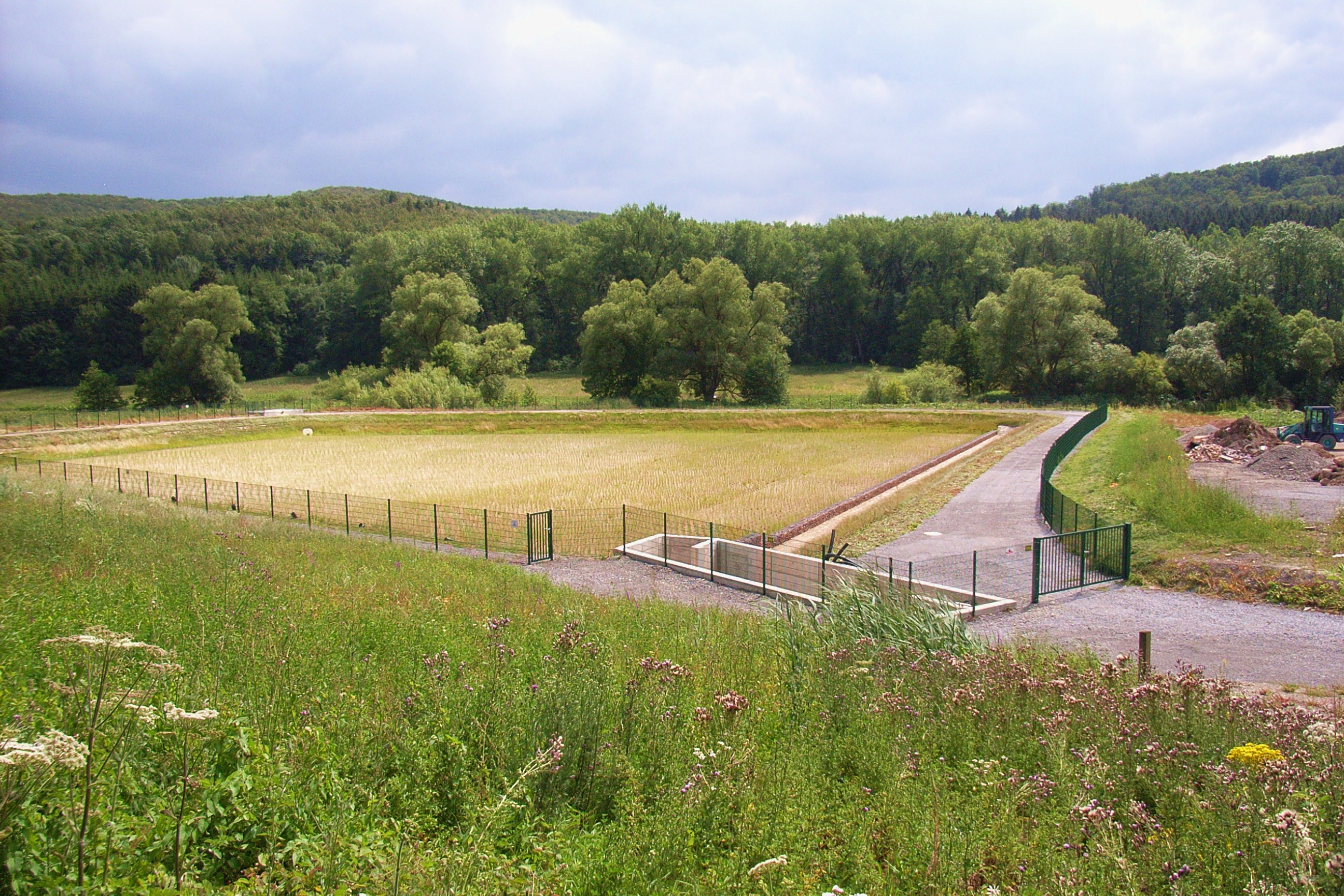
Retentionsbodenfilterbecken im Hilgenbachtal. Erbaut 2010. (23. Juli 2011)

2010 wurde unterhalb der Mündung des Katzohlbaches ein Retentionsbodenfilterbecken von 7600 Kubikmetern Fassungsvermögen angelegt. Die Anlage dient der Reinigung von so genanntem abgeschlagenem Mischwassers aus der Kanalisation von Bad Driburg, wenn bei Starkregenfällen die Kapazität der Kanalisation überschritten wird. Die Kanalisation würde andernfalls direkt in den Hilgenbach überlaufen. Gleichzeitig verzögert sie die Abflussspitzen und trägt so zum Hochwasserschutz bei.

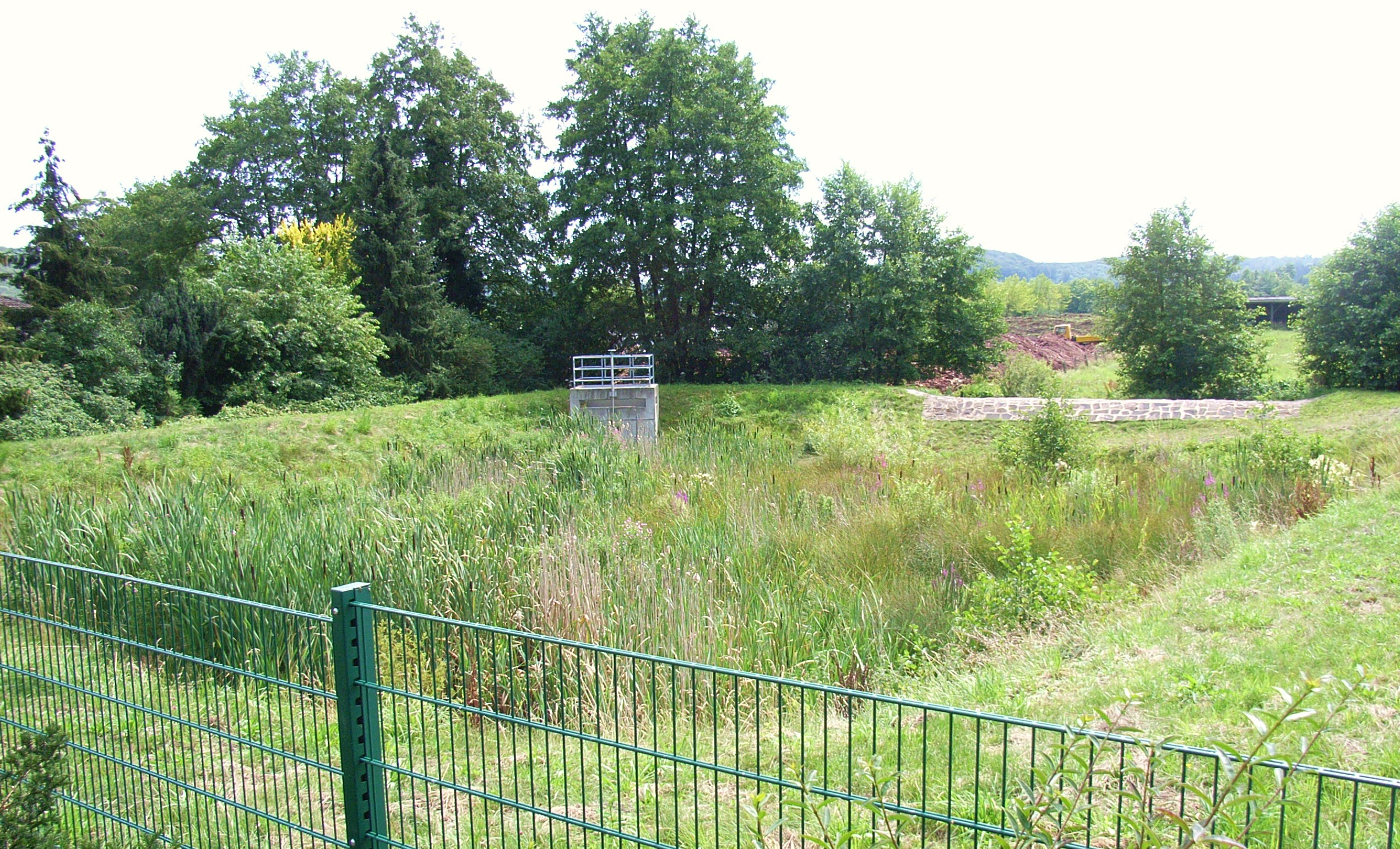
Kleines Retentionsbecken im Oberlauf. Im Hintergrund schreitet das Neubaugebiet voran. (27. Juli 2011)

Ein kleineres Retentionsbecken befindet sich am Oberlauf, dort wo die Straße Hilgenbach den Hilgenbach quert.
Unterhalb der Mündung des Katzohlbaches wurden entlang des Hilgenbaches Überschwemmungsgebiete ausgewiesen, die unter anderem der natürlichen Rückhaltung von Hochwasser dienen und nur sehr eingeschränkt bebaut werden dürfen. Diese orientieren sich in der Ausdehnung an einem Hochwasserereignis, das statistisch einmal in hundert Jahren auftritt.
Insbesondere für die Überschwemmungsgebiete wird eine Verlangsamung der Fließgeschwindigkeit außerhalb von Siedlungsgebieten durch einen naturnahen Zustand angestrebt. Der Hilgenbach nahm von 2008 bis 2011 an einem Gewässerrenaturierungsprogramm des Kreises Höxters teil.

## Brücken und Tunnel
Die Topografische Karte 1:10.000 führt insgesamt 20 Brücken oder Tunnel auf, gezählt mit dem nördlich oder wahlweise südlichen Quellarm bis zur Mündung. Es gibt leichte Abweichungen vom Realzustand.
Die B 64 wird im Verlauf dreimal unterflossen. Dabei fließen die drei Quellarme bei der ersten Querung durch separate Tunnel. Es gibt weitere solcher Tunnel von unbenannten Nebenläufen.

Brücken und Tunnel dem Hilgenbach abwärts folgend
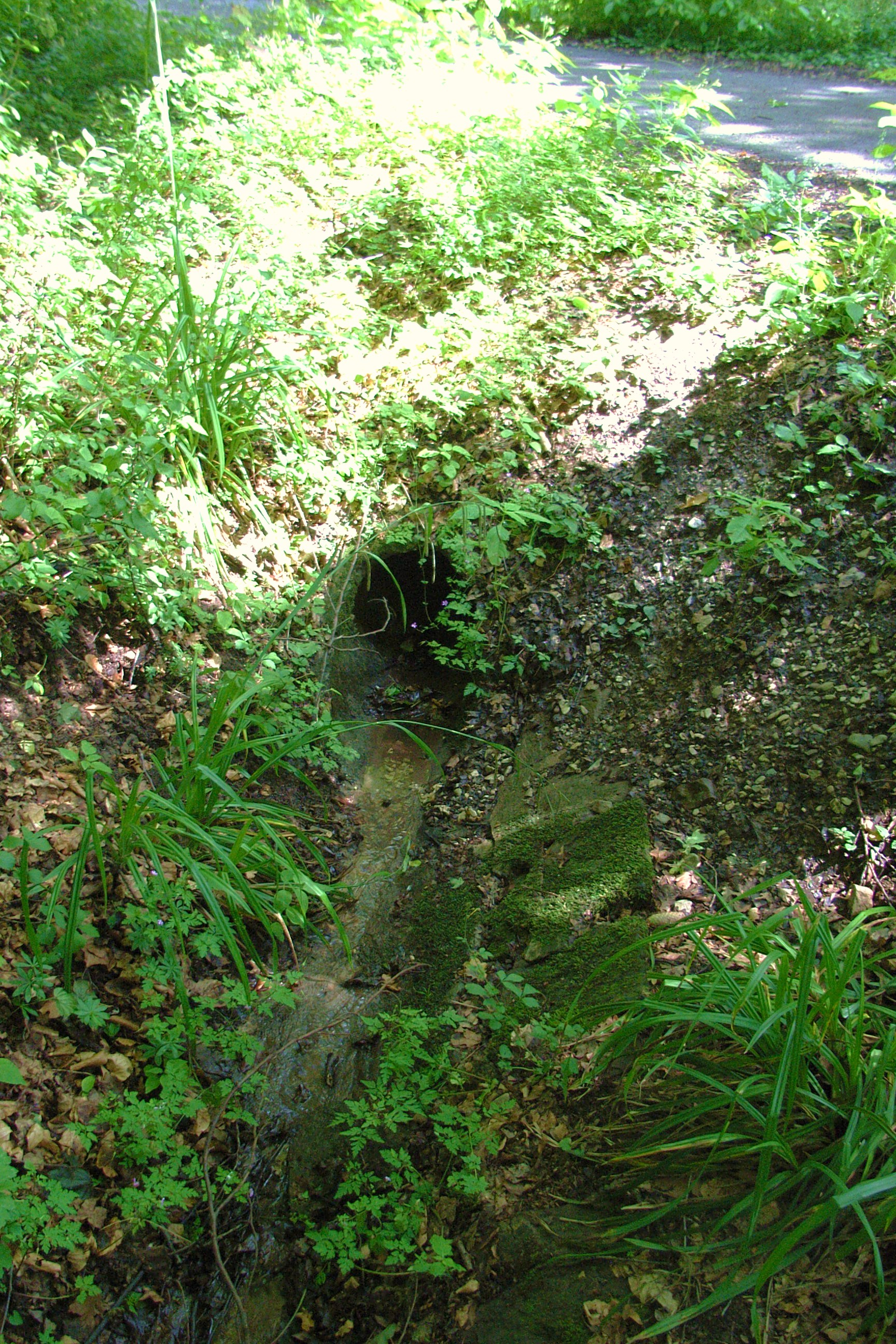
Der nördliche Quellarm untertunnelt hier den Wanderweg Sachsenring. Im Wald ist der Bach noch sehr steil. Blick stromaufwärts. (27. Juli 2011)
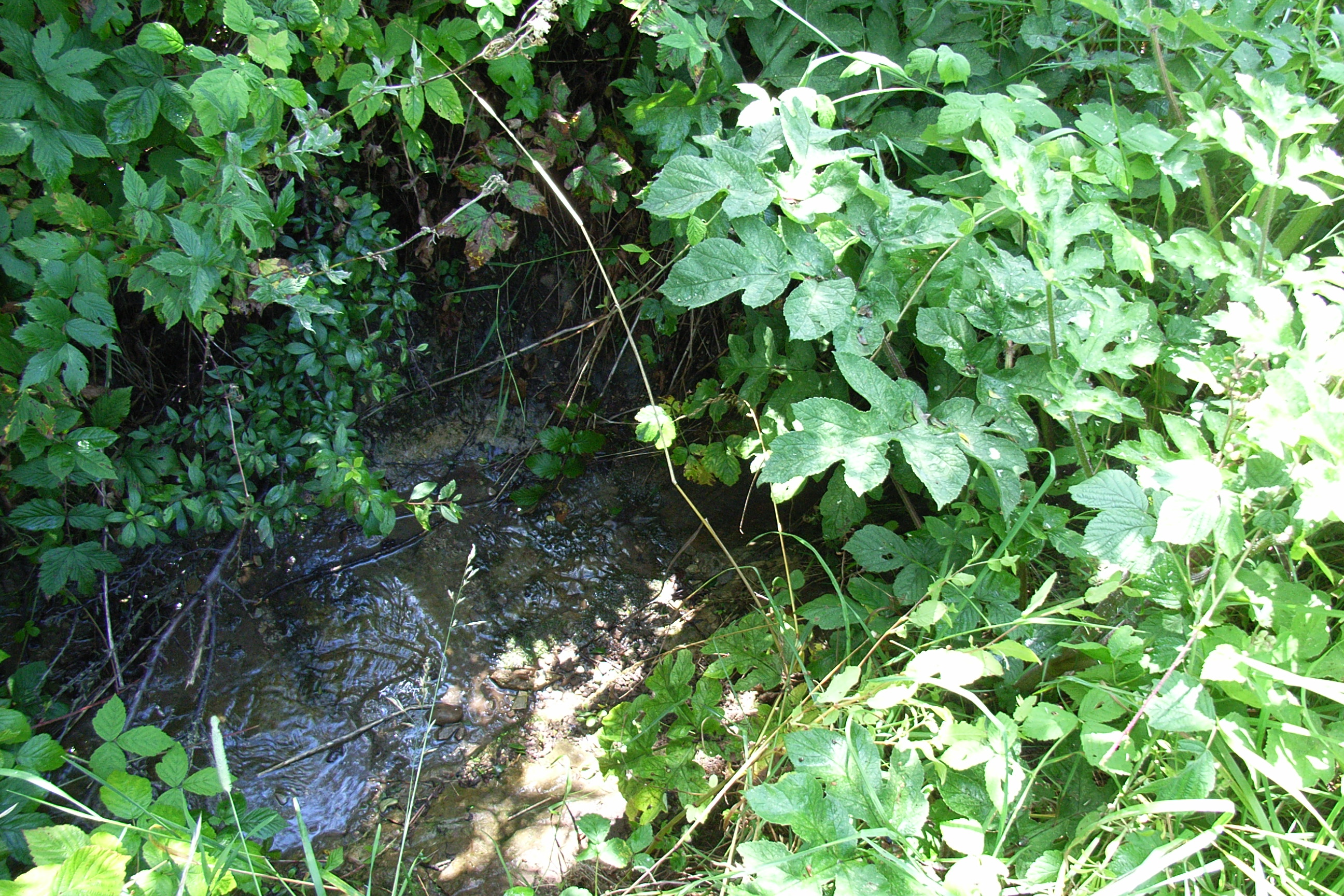
Der Hilgenbach (nördlicher Quellarm) den Wald verlassen und strömt nun in einem Graben rechts (südlich) entlang der Straße „Alter Graben“, etwas weniger steil. Über dieses Rohr (rechts im Bild überwuchert) führt die Zufahrt zu der Wiese oberhalb der B 64. Blick stromaufwärts. (27. Juli 2011)
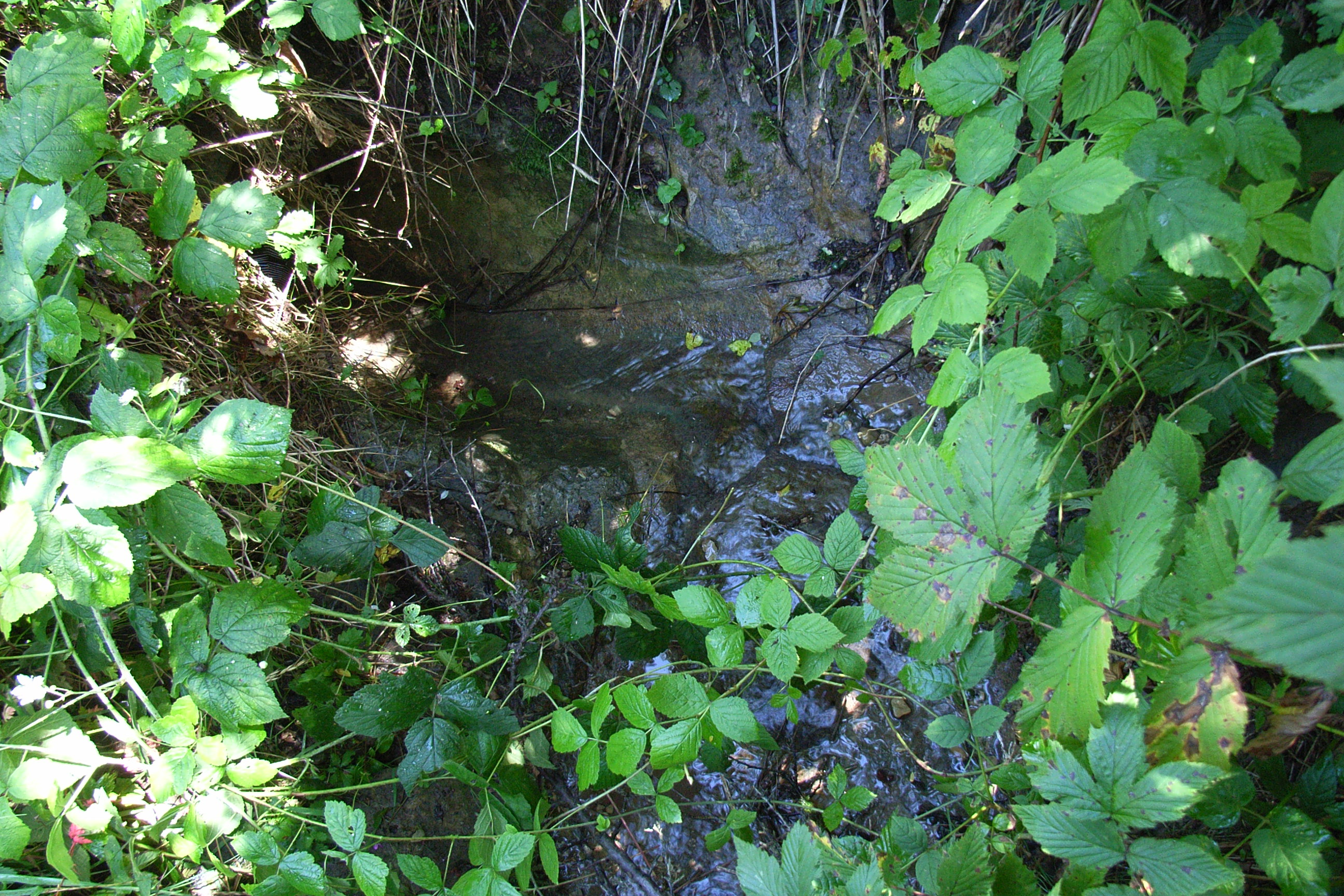
Direkt danach knickt der Graben nach links unter die Straße „Alter Graben“. Er kommt erst in einem Graben links der Straße wieder zum Vorschein, nachdem diese selbst die B 64 unterquert hat, durch diesen Tunnel. Die Topografische Karte[13] stellt diese Komplexität als mehrere Bachtunnel dar. Blick stromabwärts. (27. Juli 2011)
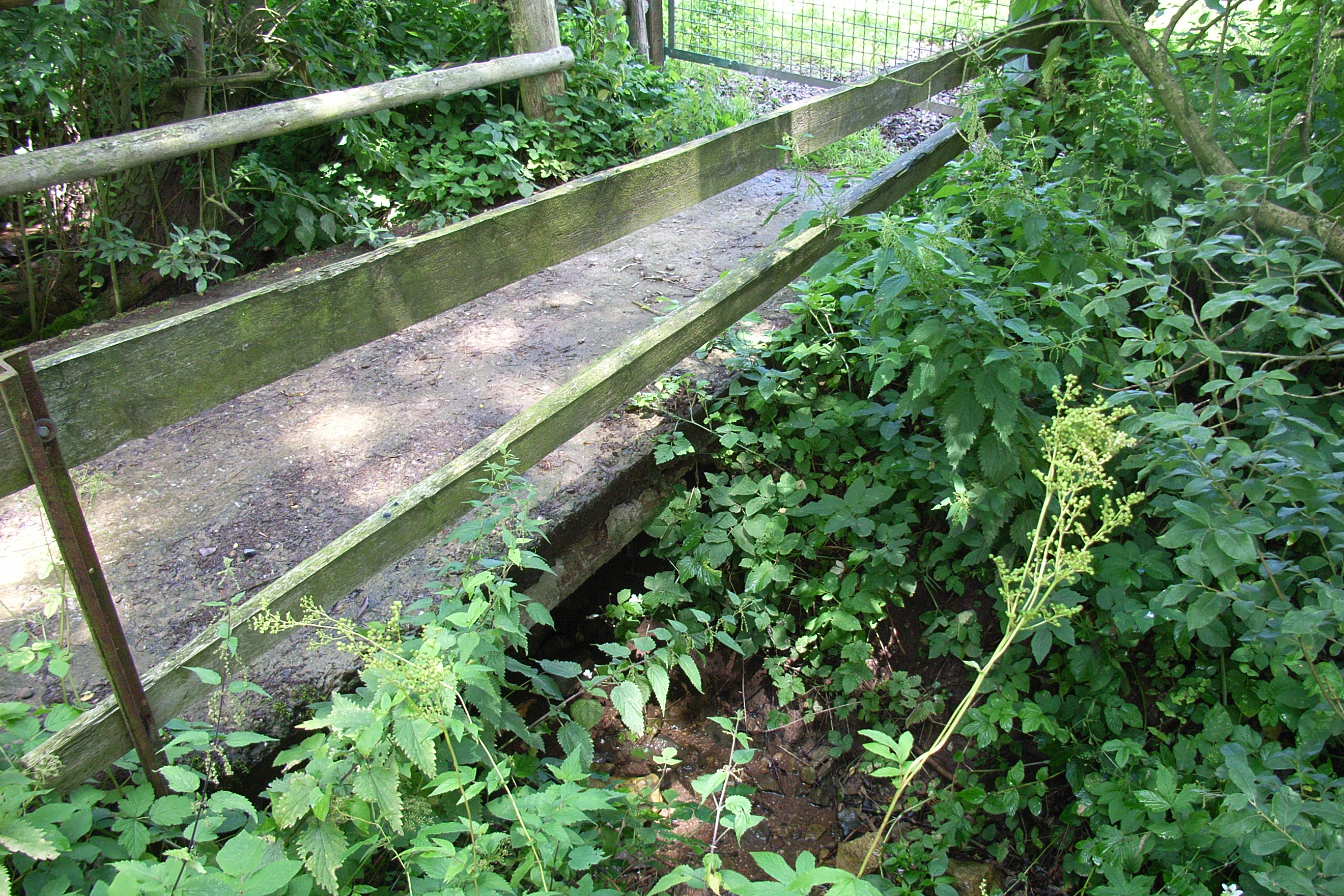
Unterhalb der B 64 verläuft der Graben nun für gute 100 m entlang von Wiesen auf der linken (nördlichen) Seite der Straße „Alter Graben“. Diese Brücke ist der Wiesenzugang. Blick stromaufwärts. (27. Juli 2011)
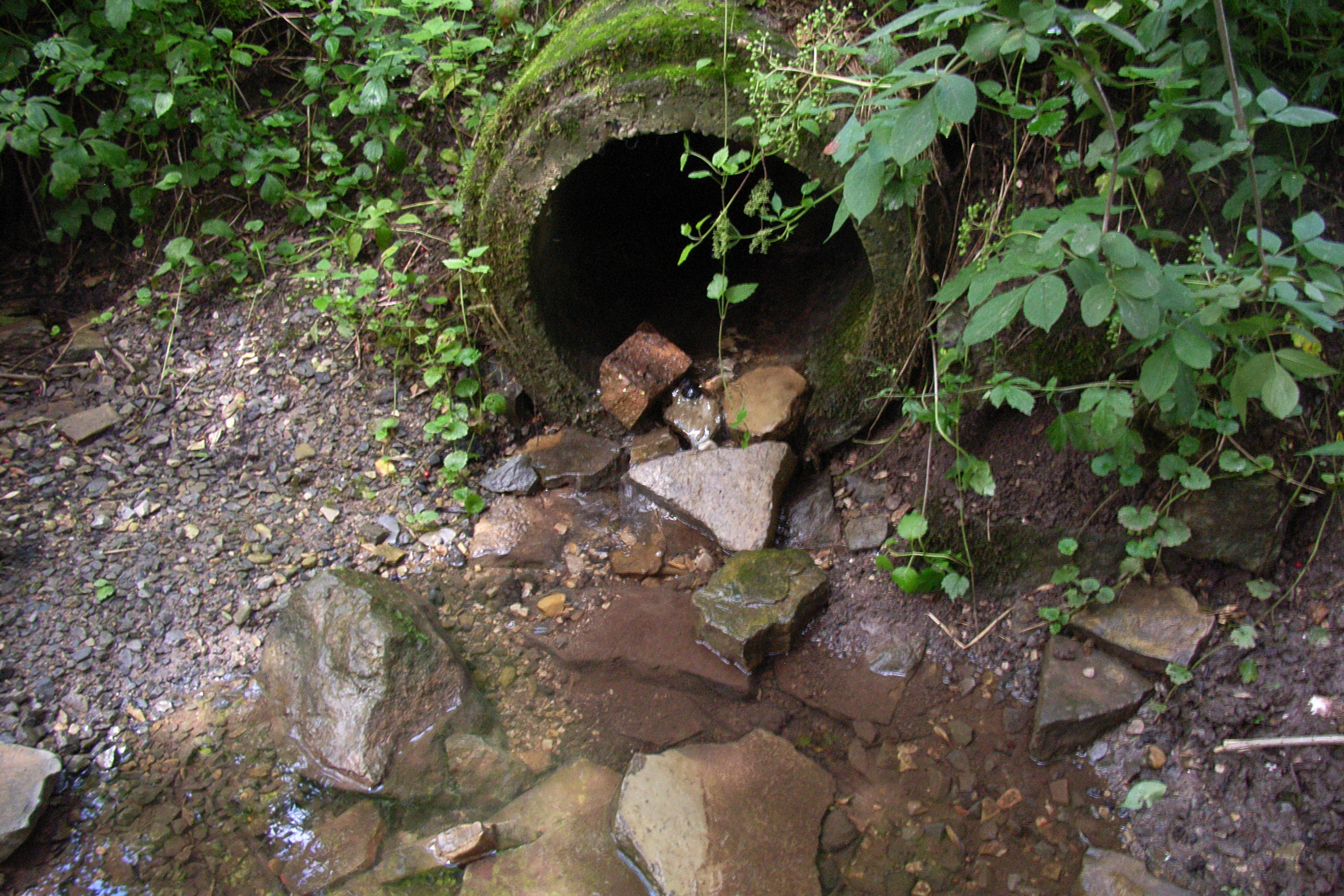
Schließlich unterquert der Quellarm die Straße „Alter Graben“ zurück nach Süden. Er verlässt den Verlauf der Straße und fließt nun am Rande des Siedlungsgebietes, wo er mit den beiden anderen Quellarmen zusammenkommt. Blick stromaufwärts. (27. Juli 2011)
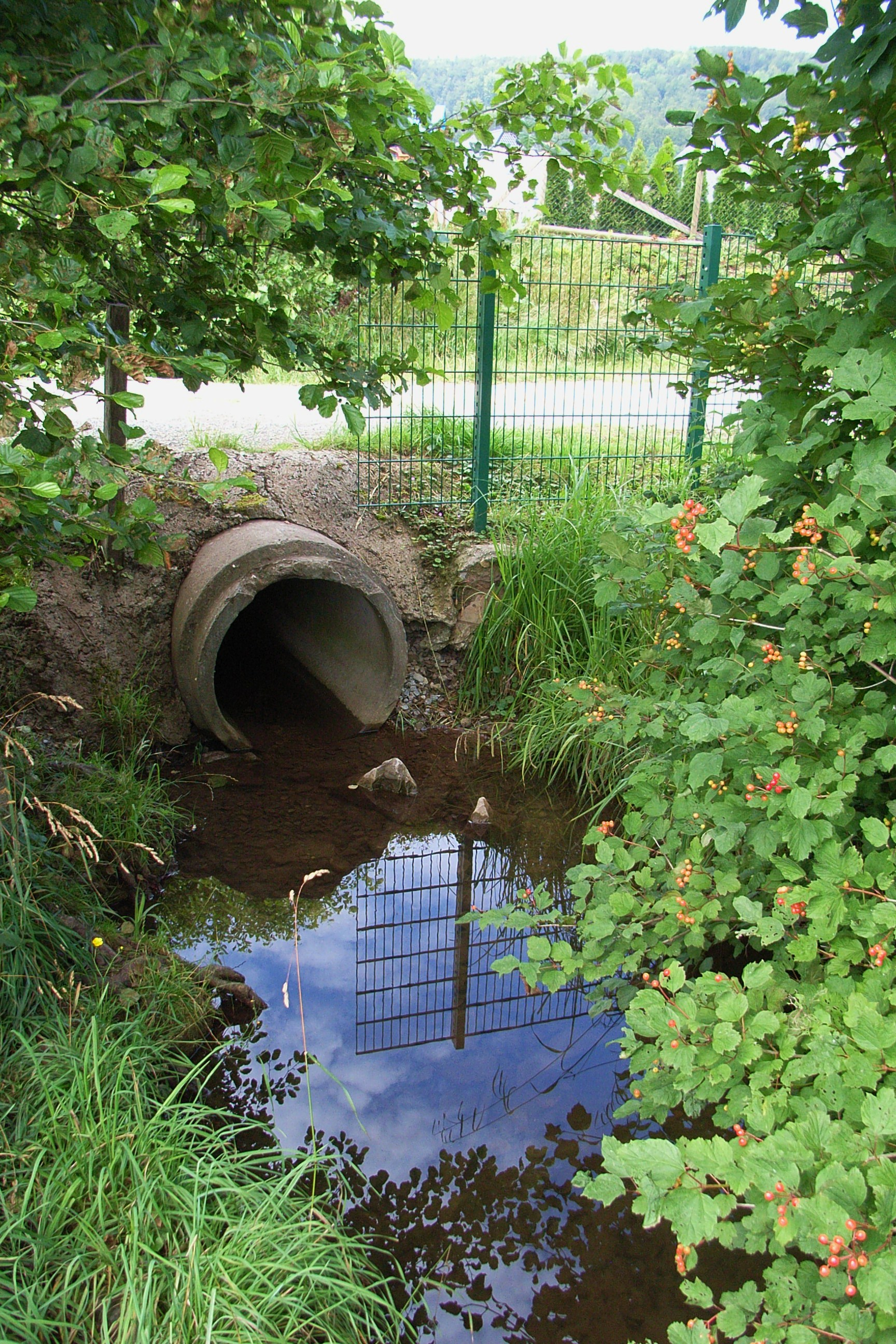
Nachdem sich die drei Quellarme vereinigt haben, unterquert der Hilgenbach eine gleichnamige Straße im Neubaugebiet der Bad Driburger Südstadt. Blick stromaufwärts. (27. Juli 2011)
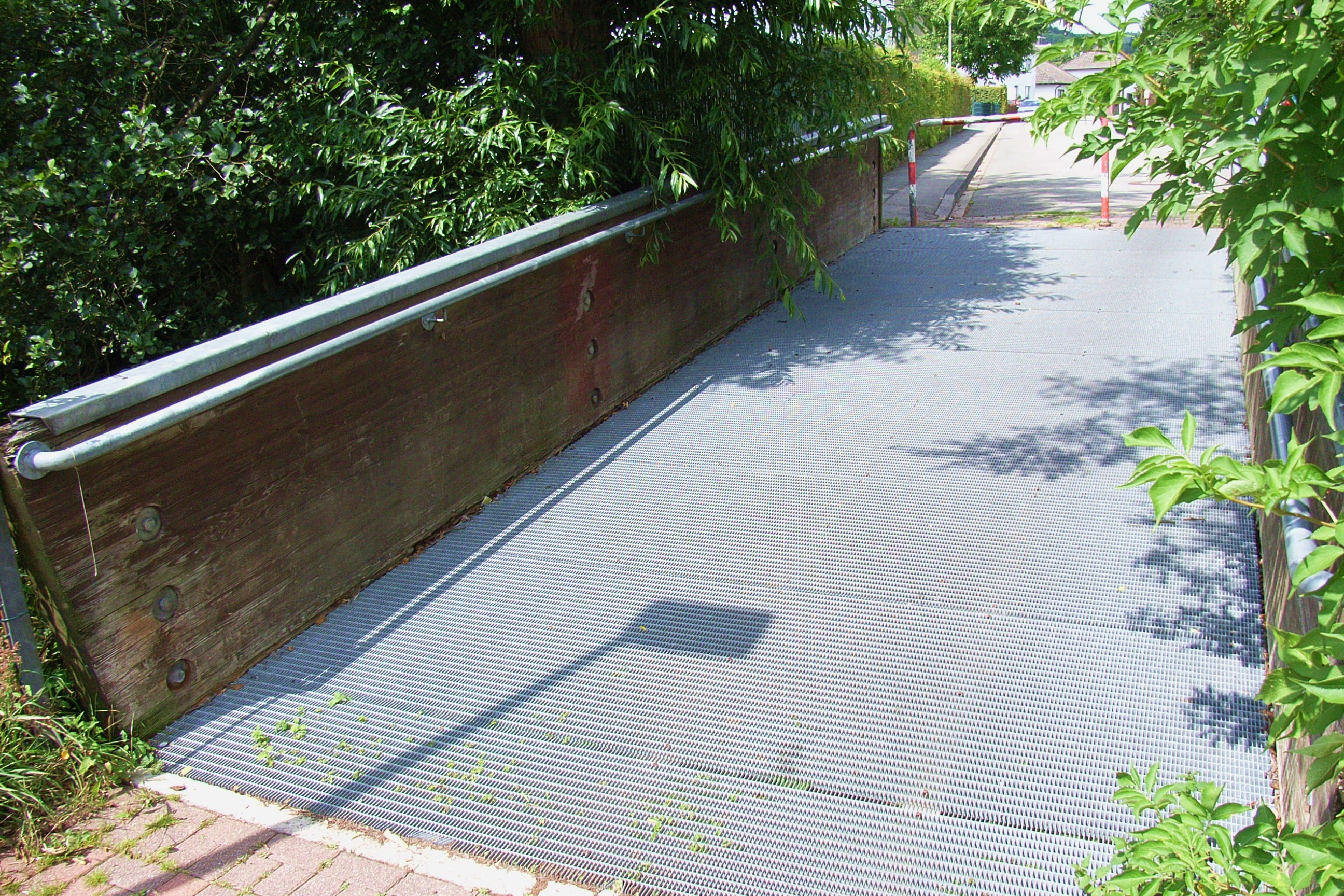
Diese Fußgänger- und Radfahrerbrücke aus Stahl und Holz verbindet die Hans-Sachs-Straße mit Südenfeldmark. Hier beginnt der unattraktivste Teil des Bachverlaufes zwischen Einkaufszentren und Parkplätzen. Blick nach Norden. (27. Juli 2011)
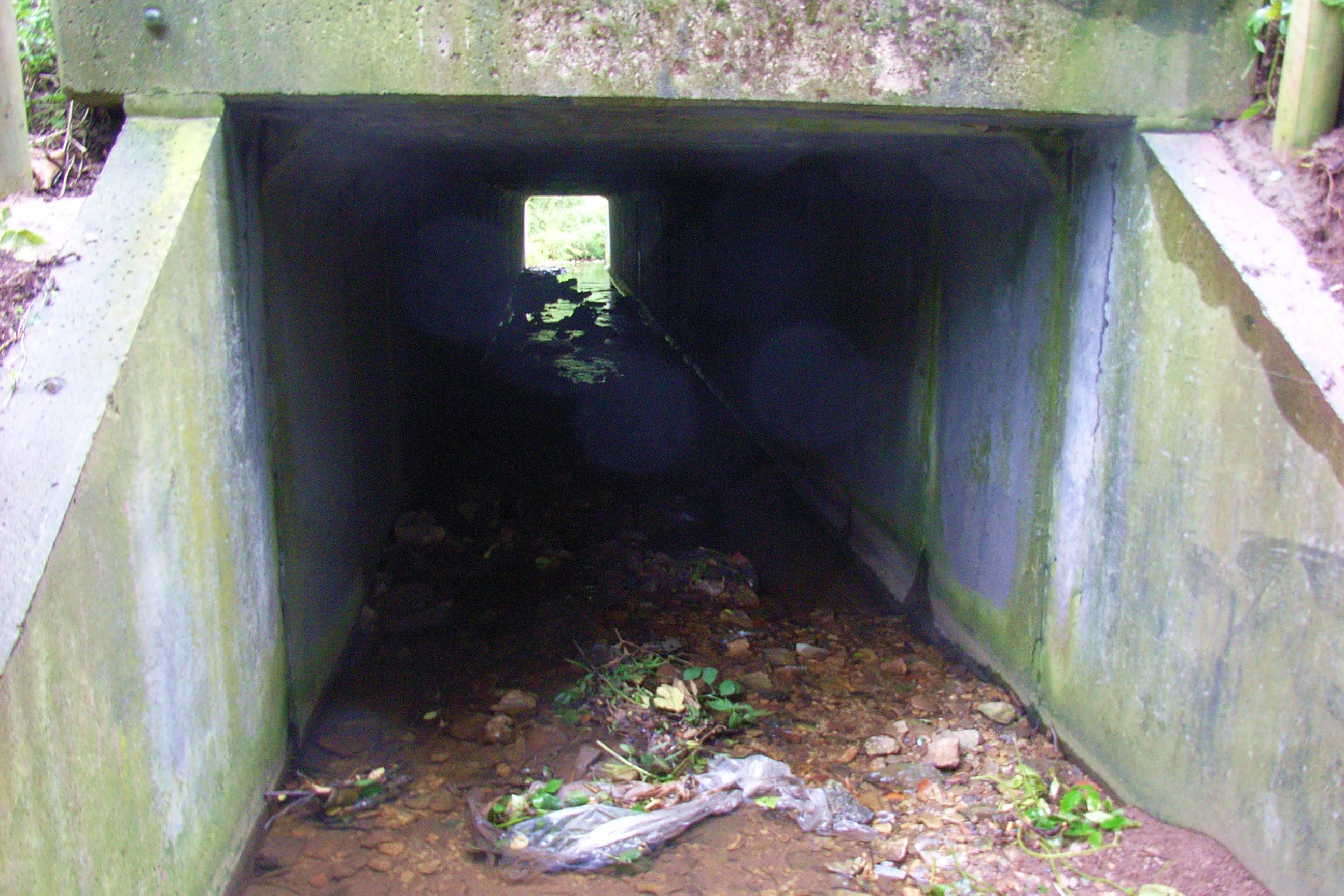
Tunnel unter der Dringenberger Straße. Gebückt kann sogar ein Erwachsener durchgehen. Blick stromabwärts. (26. Juli 2011)
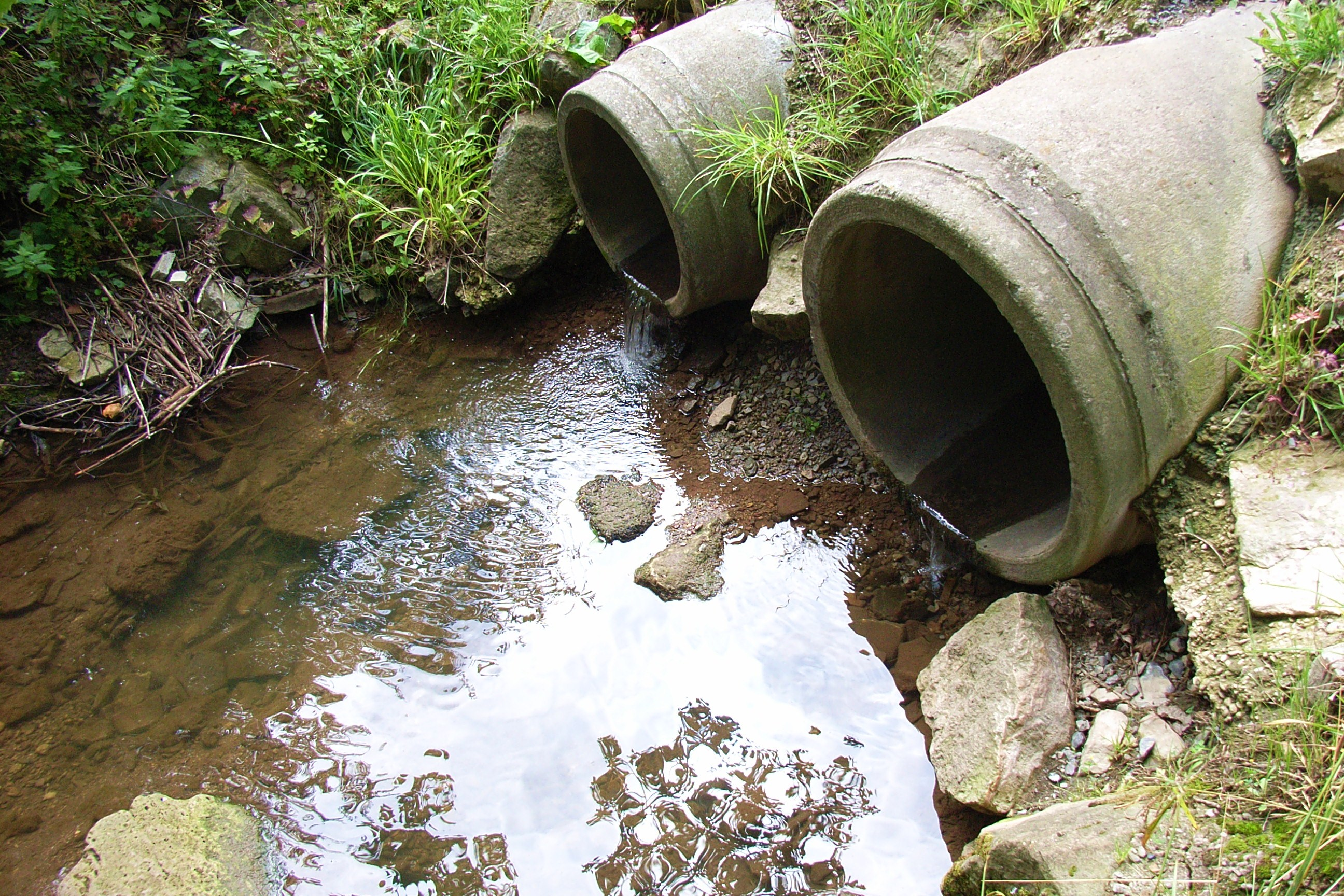
Doppeltunnel unter der Straße „Im Kreuzbruch“. Die Möglichkeiten der Wassertiere zu wandern, werden eingeschränkt. Allerdings ist der Bach hier noch steil genug, dass er bei Niedrigwasser auch natürlicherweise vergleichbare Stufen bildet. (27. Juli 2011)
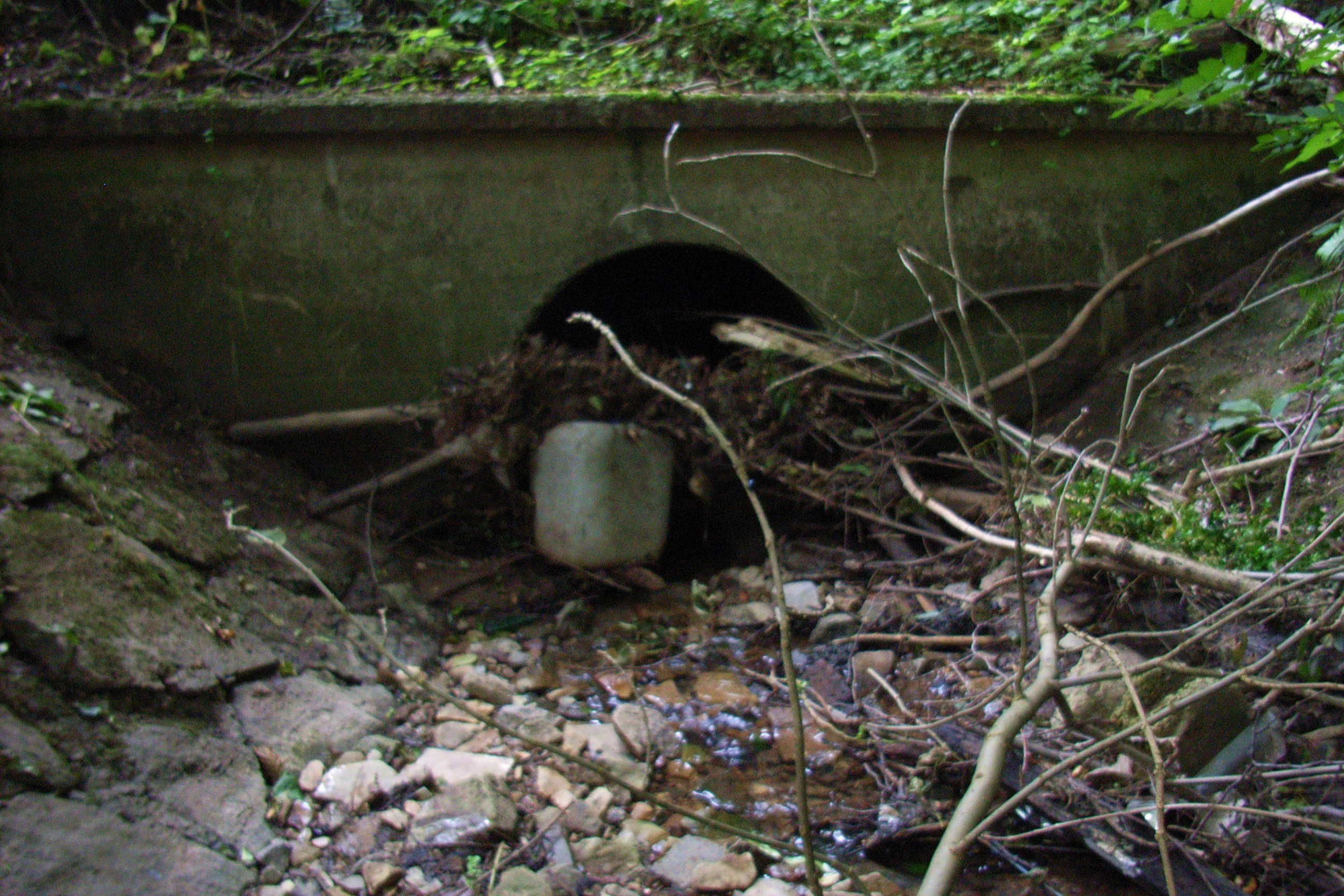
Tunnel unter der B 64 bei der Uhlenmühle. Ca. 50 m lang bei nur etwa 1,5 m Durchmesser. Im Winter staut es sich hier. Bei Hochwasser hat der Bach die Möglichkeit den Straßentunnel Am Bischofswasser mitzunutzen, der links daneben verläuft. Blick stromabwärts. (23. Juli 2011)
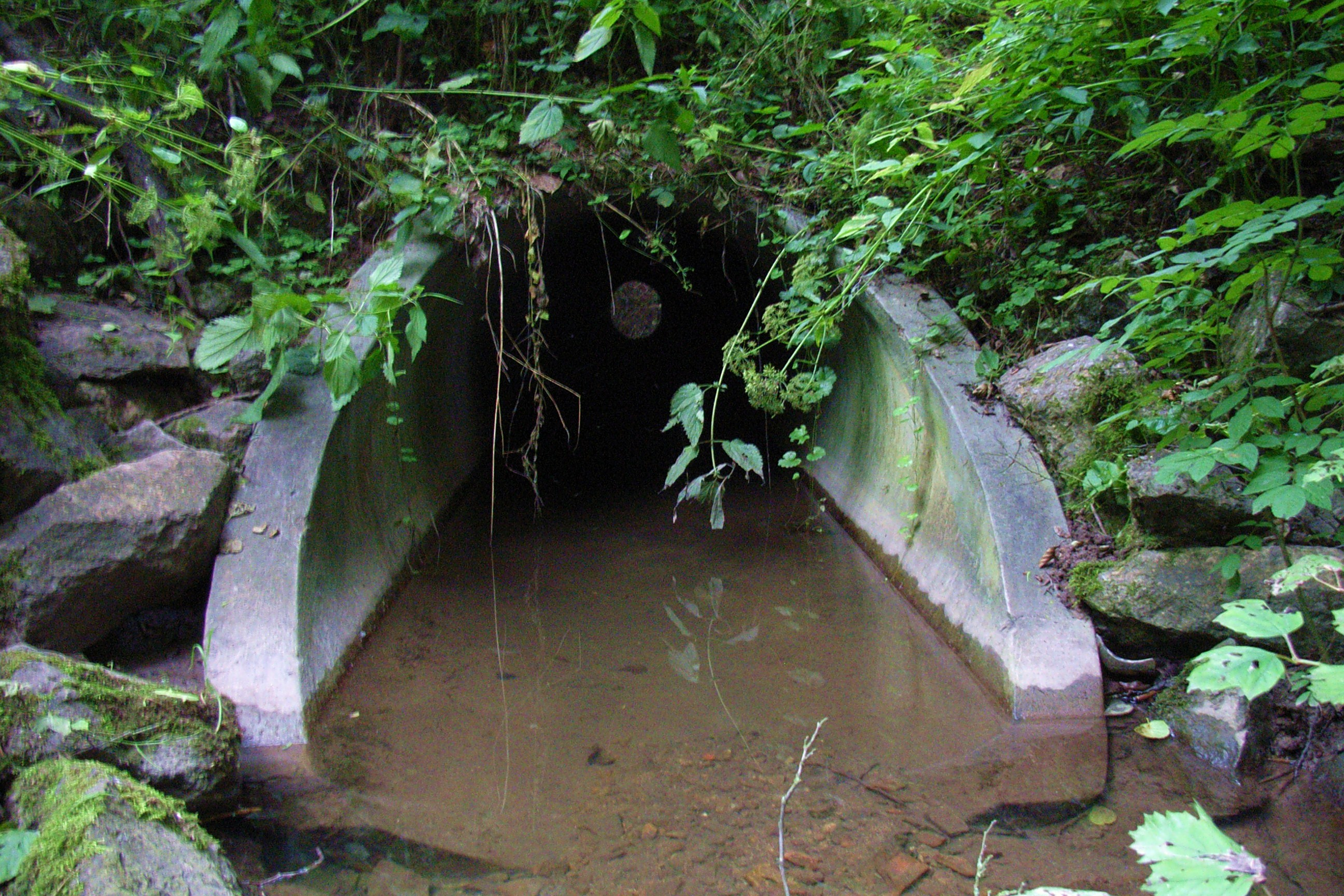
Dieses ca. 15 m lange, enge Rohr liegt zwischen B 64 und Uhlenmühle. Es ist in dieser Länge die vielleicht sinnloseste Verbauung des Hilgenbaches, da über diesen Übergang lediglich eine Wiese erreicht wird. Blick stromabwärts. (23. Juli 2011)
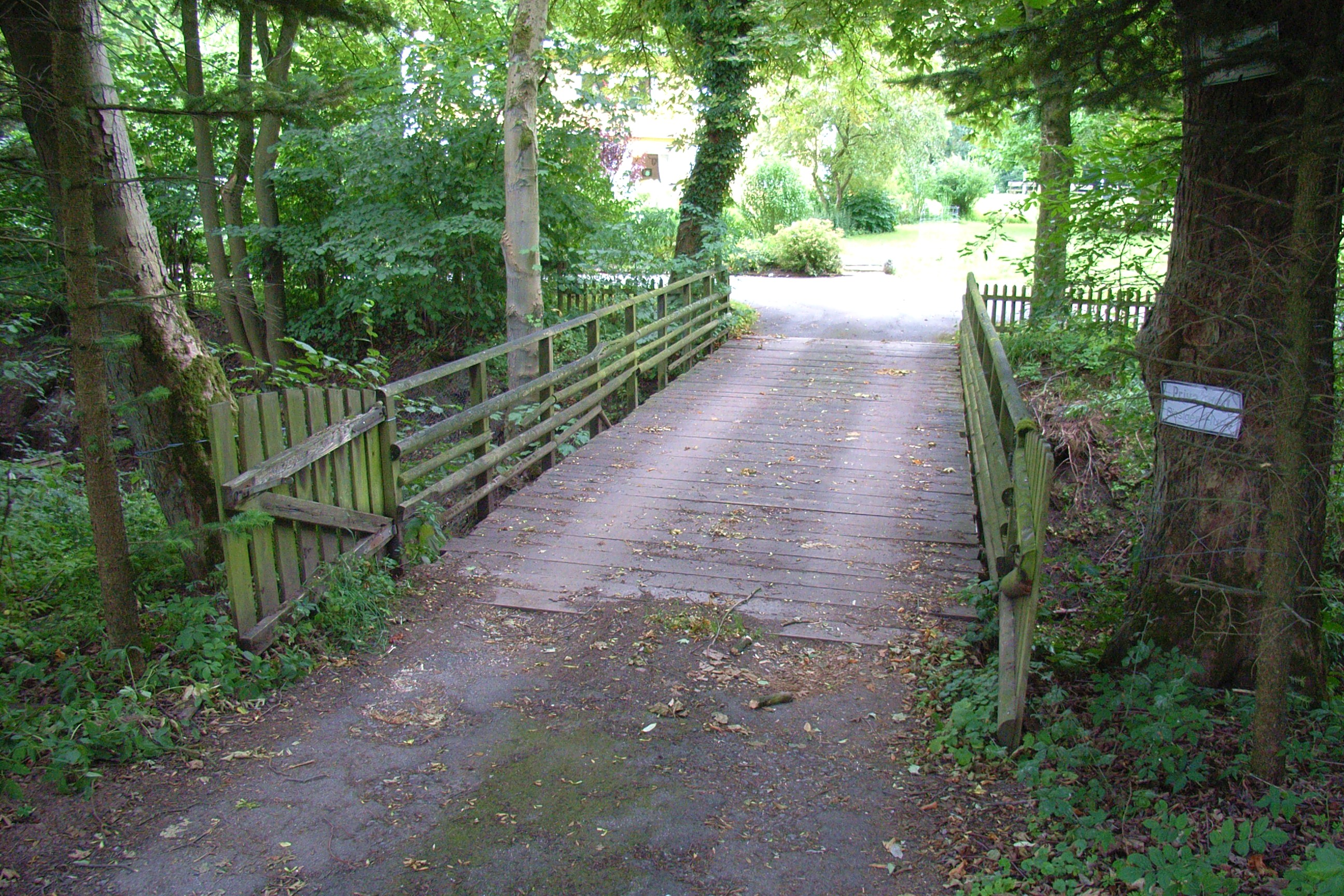
Diese private Holzbrücke führt auf das Grundstück der ehemaligen Uhlenmühle. Blick nach Süden. (23. Juli 2011)
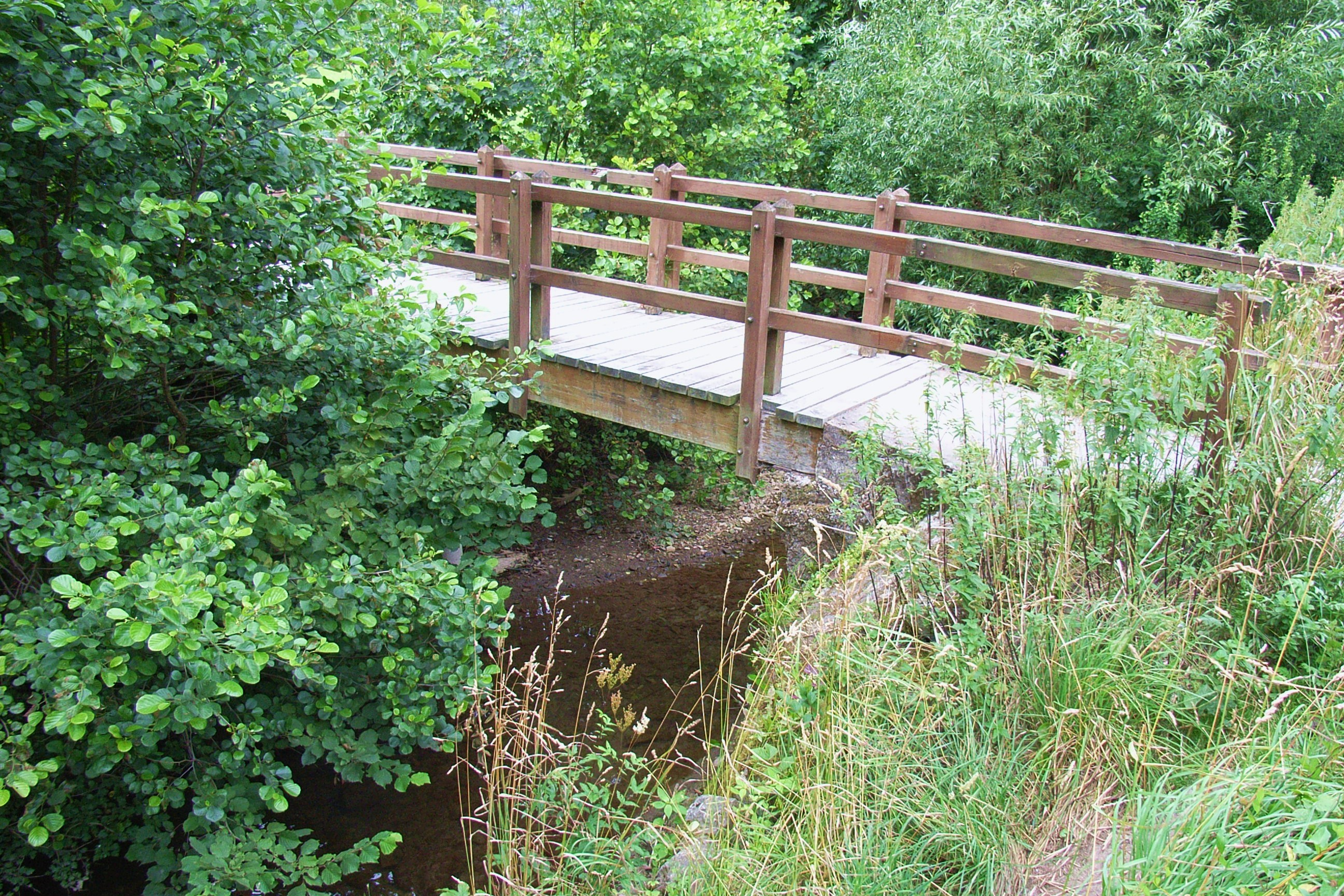
Fußgängerbrücke aus Holz. Dieser Fuß- und Radweg umgeht heute das Grundstück der Uhlenmühle, da dieses Privatgelände ist. Blick stromabwärts. (23. Juli 2011)
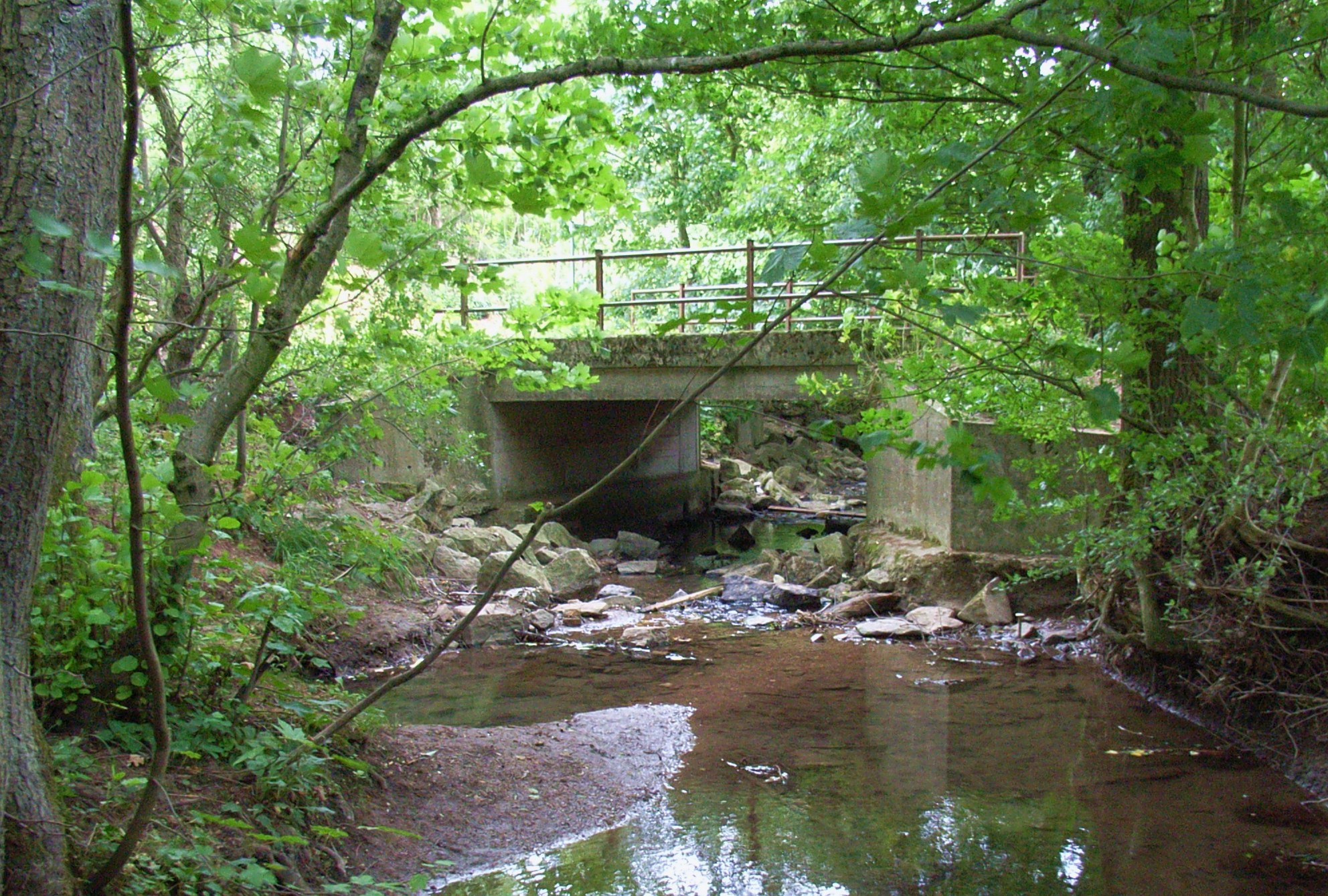
Die Straße Zum Hillenwasser, von links aus der Stadt kommend, ist ein beliebter Spazierweg in die Hilgenbachaue. Von beiden Seiten münden direkt vor der Brücke Nebenströme. Blick stromabwärts. (23. Juli 2011)
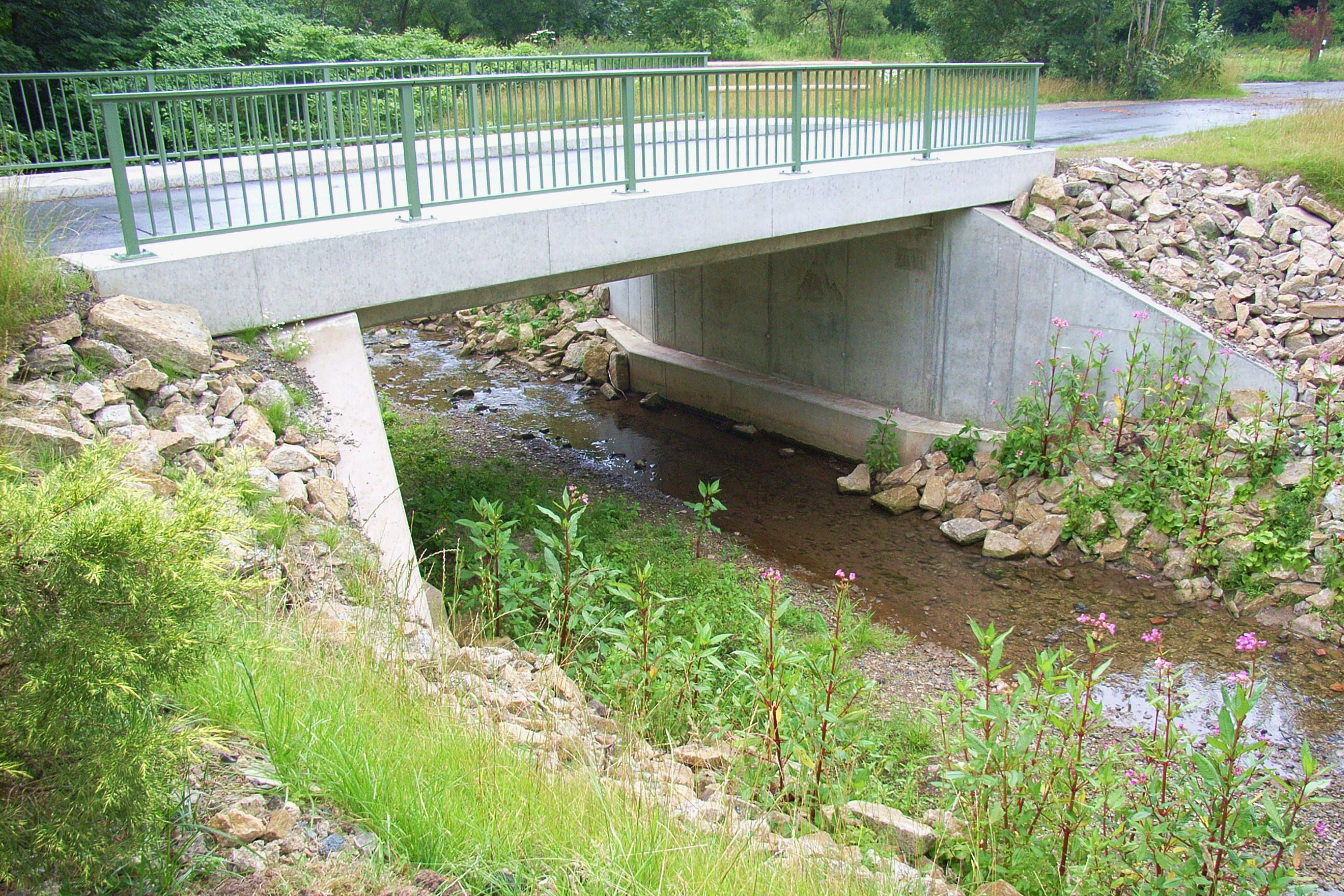
Über diese Brücke bei der Josefsmühle führt von der B 64 ein Forstweg in Richtung Kohlberg und Düsenberg. Die neue Brücke wurde 2010 errichtet. Davor stand hier diese Natursteinbrücke. Blick stromaufwärts. (23. Juli 2011)
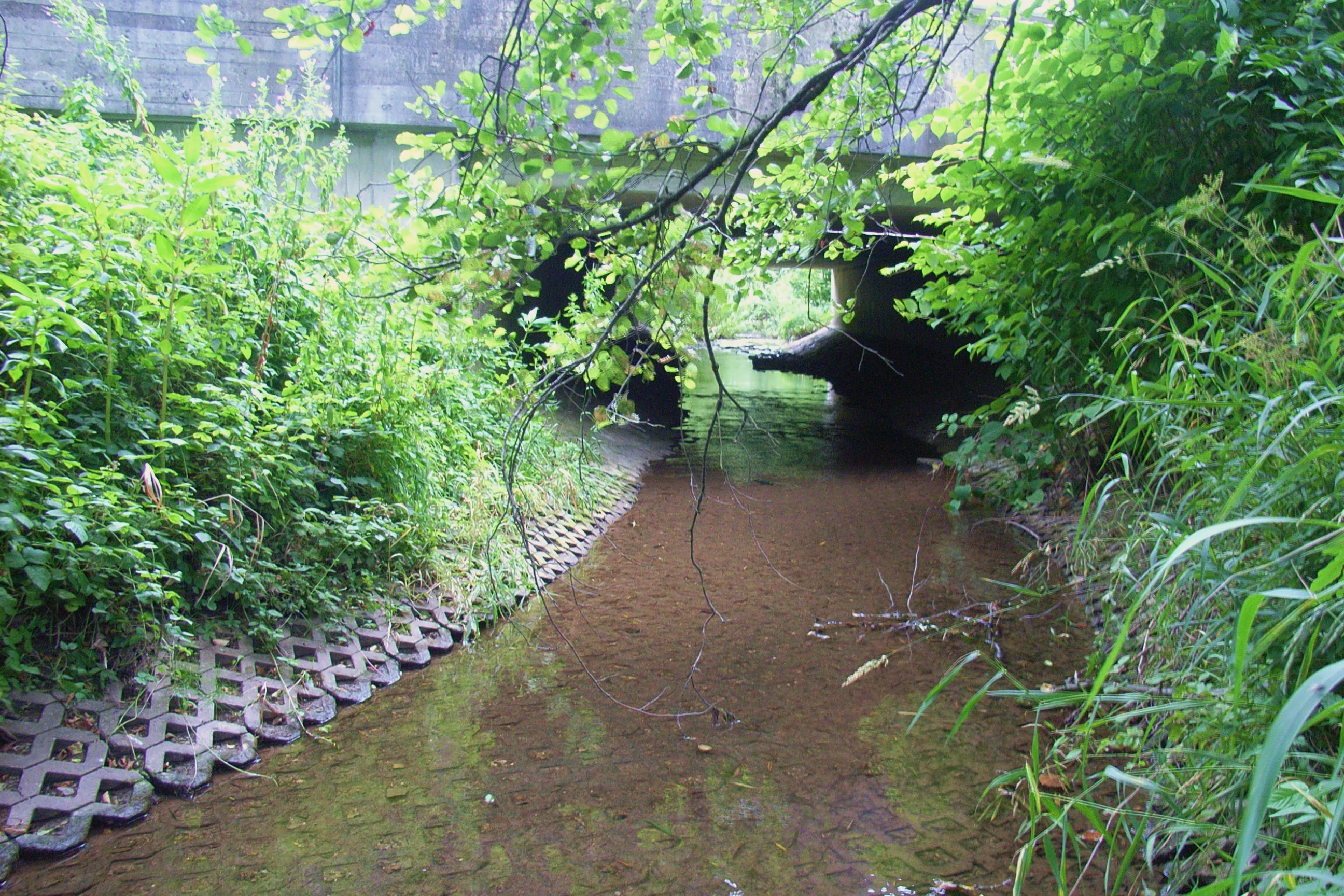
Tunnel unter der B 64 bei der Josefsmühle. Das Bachbett mit Rasengitterplatten befestigt. Blick stromaufwärts. (23. Juli 2011)
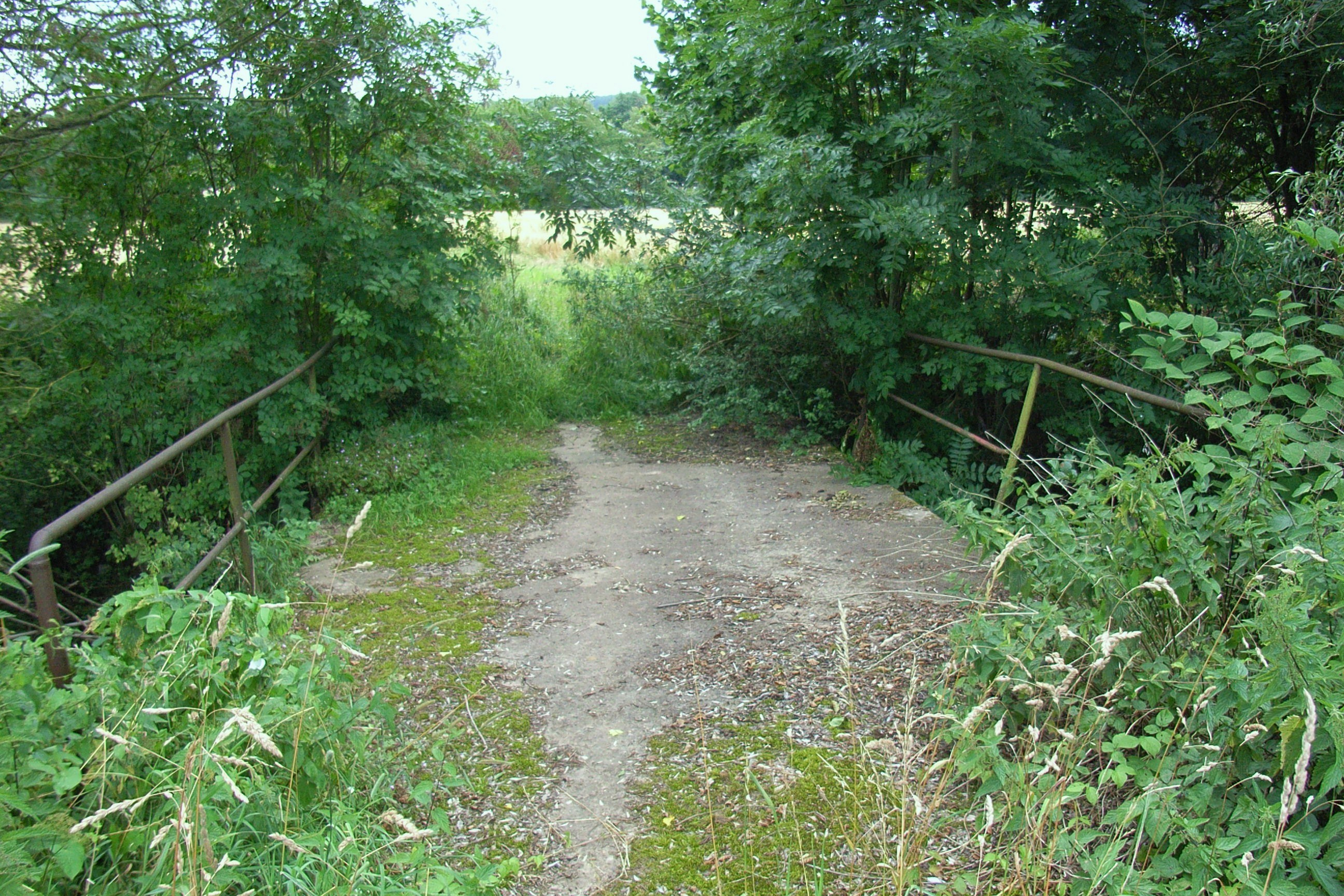
Landwirtschaftliche Brücke kurz vor der Mündung in die Aa. Sie verbindet die Felder beiderseits des Baches. Blick nach Süden. (23. Juli 2011)